# Karl-Heinz Adler
Karl-Heinz Adler (ur. 20 czerwca 1927 w Adorfie, zm. 4 listopada 2018 w Dreźnie) – niemiecki malarz abstrakcyjny, grafik i artysta konceptualny.
Został opisany jako „jeden z czołowych niemieckich przedstawicieli sztuki betonu”. Wyprodukował wiele publicznych zabytków i opracował z Friedrichem Krachtem modułową dekorację betonową dla setek budynków na wschodzie Niemiec.